# Талат, Мехмет Али
Мехмет Али Талат (тур. Mehmet Ali Talat; род. 6 июля 1952, Кириния) — президент Турецкой Республики Северного Кипра с 24 апреля 2005 по 23 апреля 2010 года. Его предшественником был многолетний лидер ТРСК Рауф Денкташ. До этого с 13 января 2004 по 26 апреля 2005 года был премьер-министром страны.
В 2004 году, будучи премьер-министром, выступал в поддержку «Плана Аннана» по кипрскому урегулированию, который был также поддержан населением Северного Кипра на референдуме, но не был воплощён в жизнь ввиду отрицательного голосования жителей Республики Кипр.

## Биография
Мехмет Али Талат родился 6 июля 1952 года в городе Кириния. Начальное и среднее образование получил на о. Кипр. В 1977 году получил диплом бакалавра и магистра Ближневосточного технического университета (тур. ODTÜ) по специальности инженер-электротехник в г. Анкара. В 2004 году окончил магистерский курс на кафедре международных отношений Восточно-Средиземноморского университета (тур. Doğu Akdeniz Üniversitesi; англ. Eastern Mediterranean University) в городе Фамагуста на о. Кипр. Во время учебы в Турции занимал руководящие посты в студенческих обществах турок-киприотов. Мехмет Али Талат был первым председателем-основателем Федерации образования и молодежи киприотов (тур. KÖGEF) в Турции.
В декабре 1993 года, после парламентских выборов, Мехмет Али Талат был назначен Министром национального образования и культуры в первой правительственной коалиции Демократической партии (ДП) и Республиканской Турецкой партии (РТП). Во второй правительственной коалиции занял пост Министра национального образования и культуры. В третьей коалиции ДП и РТП как заместитель премьер-министра возглавлял Министерство по делам государства.
Начиная с 1996 года, Мехмет Али Талат занимал разные посты в РТП и 14 января 1996 года стал её генеральным председателем на 14-м чрезвычайном партийном съезде.

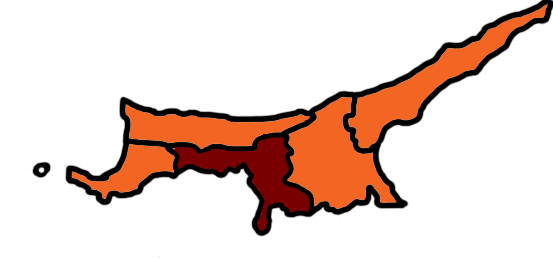
Результаты президентских выборов 2010 года в поддержку Талата (коричневый цвет)

В 1998 году Мехмет Али Талат был избран депутатом Никосийского избирательного округа. После окончания общих парламентских выборов был назначен на пост председателя правительства коалиции РТП и ДП. С 8 марта 2005 года возглавлял второе коалиционное правительство, созданное РТП и ДП. До своего избрания на пост Президента, Мехмет Али Талат занимал должность премьер-министра.
Мехмет Али Талат поддержал план мирного урегулирования и объединения Кипра, который был вынесен на референдум 24 апреля 2004 года.
Мехмет Али Талат был избран Президентом Турецкой Республики Северного Кипра (ТРСК) в первом туре выборов, которые состоялись 20 апреля 2005 года. После окончания срока ушёл из политики, но вернулся в 2015 году, вновь возглавив Республиканскую партию Кипра.
Президент Мехмет Али Талат владеет английским языком. Женат. Жена — Ойа Талат. Супруги Талат имеют сына и дочь.